# The Buddhist Priestess
The Buddhist Priestess er en amerikansk stumfilm fra 1911.